# La Torre de l’Espanyol
La Torre de l’Espanyol (spanisch Torre del Español) ist eine Gemeinde im Süden Kataloniens mit 631 Einwohnern (Stand: 2024) und liegt in der Provinz Tarragona und der Comarca Baix Camp.

## Lage
La Torre de l’Espanyol liegt etwa 55 Kilometer westnordwestlich von Tarragona in einer Höhe von ca. 165 m im Ebro-Tal. 

## Bevölkerungsentwicklung
| Jahr      | 1970 | 1981 | 1991 | 2001 | 2011 | 2021 |
| Einwohner | 876  | 842  | 727  | 687  | 698  | 598  |

## Sehenswürdigkeiten
- Jakobskirche
- historisches Ortszentrum